# AN/TPS-75
AN/TPS-75 — мобильная 3-координатная РЛС, стоящая на вооружении США, предназначена для обнаружения и сопровождения баллистических и аэродинамических целей различных классов.

## Описание
AN/TPS-75 является дальнейшей модификацией радара AN/TPS-43. Основное отличие от AN/TPS-43 — наличие ФАР антены. Первоначально производилась Westinghouse Defense and Electronic Division, ныне Northrop Grumman.
На данный момент AN/TPS-75 является основной РЛС, используемой в ВВС США.
AN/TPS-75 в разобранном виде может перевозиться двумя грузовиками M939 или транспортным самолётом типа C-130 Hercules или крупнее.

## Тактико-технические характеристики
- Диапазон частот: 2,9-3,1 ГГц (S-диапазон)
- Пиковая мощность: 2,8 МВт (номинальная)
- Длительность импульса: 6,8 мкс
- Дальность: 444 км (240 морских миль)